# Ekumeniczna Droga Krzyżowa
Ekumeniczna Droga Krzyżowa – jest nabożeństwem pasyjnym organizowanym w Łodzi w Wielki Piątek przez chrześcijan różnych wyznań: katolików, luteran, kalwinów, mariawitów i polskokatolików. Nabożeństwo ma charakter procesji ulicami Łodzi i tradycyjnie wyrusza spod kościoła Ewangelicko-Augsburskiego świętego Mateusza w Łodzi. Medytacje przy kolejnych stacjach wygłaszają duchowni wyznań organizujących procesję, Krzyż natomiast niosą przedstawiciele różnych grup społecznych i zawodowych (studenci, radni miejscy, strażacy, policjanci). W połowie lutego 2013 roku nowy metropolita łódzki, abp Marek Jędraszewski zapowiedział, iż od 2013 roku nie będzie odbywała się Ekumeniczna Droga Krzyżowa. W 2020 roku na mocy decyzji abp. Grzegorza Rysia EDK została przywrócona.